# Haarlemmermeer
Haarlemmermeer er en kommune i Holland, i provinsen Nordholland sydvest for Amsterdam. Hele kommunen er en kog og består af land der er indvundet fra vand. Navnet Haarlemmermeer betyder Haarlem's sø, og refererer til det vandområde hvorfra landet i det 19. århundrede blev indvundet fra.
Hovedbyen i kommunen er Hoofddorp med 70.030 indbyggere. Denne by og de hurtigvoksende byer Nieuw-Vennep og Badhoevedorp er en del af Randstad agglomerationen.

## Historie
Den oprindelige Haarlemmersø siges at have været en rest af en nordlig arm af af Rhinen, der passerede gennem området i oldtiden. Dengang var det meste af området tørvemose. I 1531 havde Haarlemmersøen et areal på 26 km², og I området omkring var der tre mindre søer Leidschesøen, Spieringsøen og Oudesøen med et samlet areal på ca. 31 km². 
Efter talrige oversvømmelser blev de fire søer efterhånden til én. Der forsvandt flere landsbyer i den proces. En af disse landsbyer var Vennep, som den nuværende Nieuw-Vennep blev navngivet efter. I 1647 havde den nye Haarlemmersø et areal på ca. 150 km² og et århundrede senere var det forøget til 170 km². På hollandsk kaldes tendensen til at søer bliver større med tiden waterwolf.
I 1643 foreslog Jan Leeghwater at der skulle bygges et dige for at dræne søen. Ligende planer blev bl.a. foreslået af Nicolaas Kruik i 1742 og af Baron van Lijnden van Hemmen i 1820. Det var dog ikke før en voldsom orkan i november 1836 drev vandet så langt som til Amsterdams porte og en anden på juledag drev vandet i den anden retning og oversvømmede gaderne i Leiden, at nationens opmærksomhed for alvor blev vendt mod sagen.
Den 1. august 1837 udnævnte Kong William I en kongelig undersøgelseskommission, der skulle undersøge hvad der kunne gøres. Den plan de fremkom med blev godkendt i marts 1839 og arbejdet begyndte i maj året efter. 
Først blev der gravet en kanal hele vejen rundt om søen, der meget passende blev kaldt Ringvaart (Ringkanalen), for at huse vandafløbet og den bådtrafik der tidligere var gået på tværs af søen. Kanalen var 61 km lang, og 2,4 m dyb. Det opgravede materiale blev brugt til at bygge et dige 30 til 50 m bredt omkring søen. Området som kanalen indesluttede var mere end 180 km² og den gennemsnitlige dybde af søen var 4 m. Da vandet ikke havde noget naturligt afløb blev det beregnet at ca. 1.000 mio. tons skulle hæves med mekanisk kraft. 
I modsætning til den tidligere praksis med at dræne koge med brug af vindmøller blev der her for første gang udelukkende brugt dampdrevne pumpestationer. Der blev bygget tre dampmaskiner Leeghwater, Cruquius (den største dampmaskine af Watt-design med omvendt slag der nogensinde er bygget, den er nu et museum) og Lynden. Pumpningen begyndte i 1848 og søen var tørlagt den 1. juli 1852 efter 800 mio. tons vand var flyttet. Da salget af land begyndte den 16. august 1853 skulle der betales ca. 28 pr acre, men gennemsnitsprise faldt efterfølgende. Hele området på  170 km² indbragte  9.400.000 eller ca. 780.000 og dækkede dermed præcist de omkostninger der havde været når der ses bort fra renterne på kapitalen på ca. 368.000.
Jorden er af varierende kvalitet lermuld, ler, sand og mose. Det meste er frodigt, i de lavere egne er der dog områder der er bare og hvor den spredte vegetation er dækket med okkerholdigt sediment. Mineralholdige kilder der indeholder en meget høj andel  (3,245 gram pr liter) af almideligt salt; og i 1893 blev der dannet et selskab til at udnytte kilderne.  
I 1854 gjorde byen Leiden krav på det nye område, men retten dømte til fordel for staten. Haarlemmermeer blev indlemmet som en commune I provinsen Nordholland ved lov den 16. juli 1855. Dens første borgmester var M.S.P. Pabst. Den første kirke blev bygget samme år og i 1877 var der syv. I 1860 var befolkningstallet vokset til 7.237 og 40 år senere i 1900 var det 16.621.
I 1917 blev der bygget en militær lufthavn nær det gamle fort Schiphol. I dag er lufthavnen et stort civil trfikknudepunkt og bruger 15 % af Haarlemmermeers landareal. Amsterdam kommunale styre overtog styringen af Schiphol  i 1926. Næstefter lufthavnen i Stockholm var Schiphol i 1937-1938 den anden lufthavn i Europa til at få hårde landingsbaner. 